# Дамиани, Оскар
Джузеппе «Оскар» Дамиани (итал. Giuseppe "Oscar" Damiani; род. 15 июня 1950, Брешиа, Италия) — итальянский футболист, полузащитник.

## Клубная карьера
Воспитанник футбольной школы клуба «Интернационале». Взрослую футбольную карьеру начал в 1968 году в основной команде того же клуба, в составе которой, однако, не провёл ни одной игры чемпионата.
С 1969 по 1976 год играл в составе команд клубов «Наполи», «Виченца» и «Ювентус», завоевав титул чемпиона Италии.
Своей игрой привлёк внимание представителей тренерского штаба клуба «Дженоа», в состав которого присоединился в 1976 году. Отыграл за клуб следующие три сезона своей игровой карьеры. Большую часть времени, проведённого в составе клуба, являлся основным игроком атакующего звена команды. В составе «Дженоа» был одним из главных бомбардиров команды.
В 1979 году вернулся в клуб «Наполи». В этот раз провёл в составе его команды три сезона.
В 1982—1985 годах защищал цвета клубов «Милан», американского «Нью-Йорк Космос» и «Парма».
Завершил профессиональную игровую карьеру в клубе «Лацио», за команду которого выступал в течение 1985—1986 годов.

## Карьера в сборной
В течение 1969—1971 годов входил в состав молодёжной сборной Италии. На молодёжном уровне сыграл в трёх официальных матчах.
В 1974 году дебютировал в официальных матчах в составе национальной сборной Италии. Провёл в форме главной команды страны 2 матча.